# Іркут-200
Іркут-200 (рос. Иркут-200) — російський багатоцільовий БпЛА дистанційного зондування. Був розроблений компанією "Іркут" у 2009 році для отримання у режимі реального часу фотографічні, телевізійні, тепловізійні та радіолокаційні зображення місцевості, комплексної обробки отриманих даних, а також визначення координат обраних оператором наземних об'єктів. Крім того, може застосовуватися для перевезення компактних вантажів.

## Історія
Перший політ апарата Іркут-200 планувалося здійснити у вересні 2010 року. Про це заявив директор «Іркут» Юрій Малов. Тривалість льотних випробувань, за його словами, мала становити рік. Було передбачено участь у випробуваннях фахівців російського МНС. Але випробування перенесли більш ніж на рік.

## Характеристики та опис
Комплекс складається з БпЛА, наземної системи керування та засобів технічного обслуговування. Система керування, зазвичай, облаштована на базі автомобіля (наприклад, ЗІЛ-3250).
Літальний апарат виконує політ протягом 12 годин та передає інформацію від датчиків корисного навантаження на наземну станцію управління, розташовану в радіусі до 200 км.
Запуск та посадка літального апарата виконується без застосування спеціалізованих аеродромних засобів забезпечення з необладнаних ґрунтових майданчиків або ділянок доріг завдовжки 250 м.
У конструкції БпЛА використані композитні матеріали, які забезпечують високу міцність за відносно малої маси. Забезпечено швидке складання та розбирання без застосування спеціальних технічних засобів.
Основні переваги комплексу – високий рівень автономності внаслідок мінімальних потреб, а також низька вартість експлуатації.